# Anolis gibbiceps
Anolis gibbiceps (гачковий аноліс) — вид ігуаноподібних ящірок родини анолісових (Dactyloidae). Мешкає в Південній Америці.

## Поширення і екологія
Гачкові аноліси мешкають в Гаяні та на півночі Венесуели. Вони живуть в тропічних лісах.